# Elophos pulchraria
Elophos pulchraria là một loài bướm đêm trong họ Geometridae.